# Lima Kaum (plaats)
Lima Kaum is een bestuurslaag in het regentschap Tanah Datar van de provincie West-Sumatra, Indonesië. Lima Kaum telt 14.131 inwoners (volkstelling 2010).